# Willibald Pirckheimer

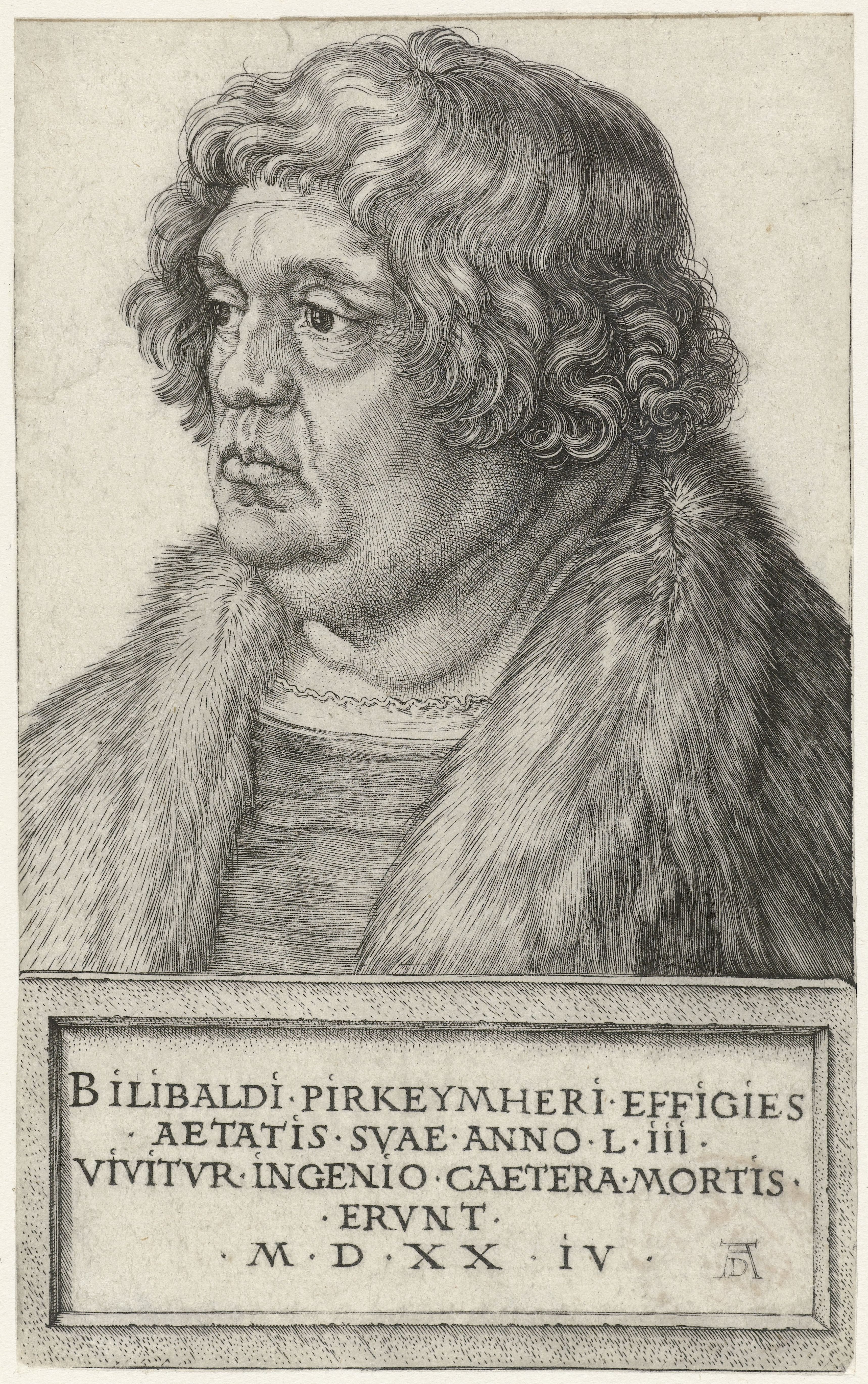
Grabado de Willibald Pirckheimer a los 53 años por Alberto Durero, 1524. Vivimos por el espíritu. El resto pertenece a la muerte.

Willibald Pirckheimer (Eichstätt, Baviera, 5 de diciembre de 1470 - Núremberg, 22 de diciembre de 1530) fue un abogado alemán renacentista, autor y humanista, importante figura en la Núremberg del siglo XVI, y miembro del gobierno de la ciudad durante dos períodos. Fue amigo íntimo del artista Alberto Durero, el cual lo pintó en numerosos retratos, también fue amigo del gran humanista y teólogo Erasmo de Róterdam. 
Nacido en Eichstätt, Baviera, hijo del abogado, Dr Johannes Pirckheimer, fue educado en Italia, estudiando leyes en Padua y Pavía durante siete años. Su mujer se llamaba Cresencia, y tuvieron al menos una hija, Felicitas. Su hermana mayor Caritas (1467-1532) fue abadesa del convento franciscano de Santa Clara en Núremberg, que albergaba una escuela para niñas de clase alta, y una estudiosa de los clásicos; la serie de xilografias de Durero Vida de la Virgen fue dedicada a ella. 
Probablemente Willibald Pirckheimer y Durero se conocieron en 1495.
Fue miembro de grupos humanistas de Núremberg que incluían a Conrad Celtis, Sebald Schreyer, y Hartmann Schedel (autor de Las Crónicas de Núremberg). Era consultado por el emperador Maximiliano I sobre literatura. Tradujo textos clásicos al alemán, tanto en griego como en latín. Con otros trabajos, editó y publicó una edición de la Geografía de Ptolomeo en 1525. 
En 1499 Pirckheimer fue elegido por el Consejo de la ciudad para dirigir su contingente de tropas en el ejército Imperial durante la Guerra Suaba contra los suizos. A su regreso fue premiado con una copa de oro por la ciudad. 
Dado que Durero no recibió una educación clásica, se suele asumir que muchos de los conocimientos clásicos y humanistas que aparecen en su obra, especialmente en su pintura, reflejan las conversaciones con Pirckheimer. Un notable ejemplo es Melancolía I. Pirckheimer prestó a Durero el dinero para su segundo viaje a Italia en 1506-7, y diez cartas conservadas de Durero dirigidas a él cuando el primero se encontraba en Italia demuestran la estrecha amistad entre ambos. 
Tras la muerte en 1560 del último pariente directo de Durero, el nieto de Pirckheimer, Willibald Imhoff compró lo que quedaba de la colección y papeles del artista. La mayor parte de la biblioteca de Pirckheimer, famosa en su día, fue vendida por otro descendiente de Imhoff a Thomas Howard, conde de Arundel, en 1636. La mayor parte pasó luego de Sir Hans Sloane a la Biblioteca Británica. 
Como Durero, está enterrado en el cementerio de Johannis-kirche en Núremberg.